# Enchocrana
Enchocrana is een geslacht van vlinders van de familie spanners (Geometridae), uit de onderfamilie Oenochrominae.

## Soorten
- E. lasista Turner, 1930
- E. oxystoma Turner, 1939